# Centrolepis pedderensis
Centrolepis pedderensis är en gräsväxtart som beskrevs av Winifred Mary Curtis. Centrolepis pedderensis ingår i släktet Centrolepis och familjen Centrolepidaceae. Inga underarter finns listade i Catalogue of Life.